# جواو دي سوزا
جواو دي سوزا (بالبرتغالية: João de Sousa‏) هو مجدف برتغالي، ولد في 11 يوليو 1924، وتوفي في 7 ديسمبر 2014.

## وصلات خارجية
- جواو دي سوزا على موقع أوليمبيديا (الإنجليزية)